# Malthonea albomaculata
Malthonea albomaculata är en skalbaggsart som först beskrevs av Stefan von Breuning 1966.  Malthonea albomaculata ingår i släktet Malthonea och familjen långhorningar. Inga underarter finns listade i Catalogue of Life.